# フランツ・デ・パウラ・フォン・リヒテンシュタイン
フランツ・デ・パウラ・ヨアヒム・ヨーゼフ・フォン・ウント・ツー・リヒテンシュタイン（Franz de Paula Joachim Joseph von und zu Liechtenstein, 1802年2月25日 - 1887年3月31日）は、ドイツのリヒテンシュタイン家の公子。リヒテンシュタイン公ヨハン1世ヨーゼフとその妻のフュルステンベルク＝ヴァイトラ伯爵夫人ヨーゼファの間の次男。アロイス2世の弟。
1841年6月3日にウィーンにおいて、ガリツィアの大領主アルフレト・ヴォイチェフ・ポトツキ伯爵の娘ユリア・ポトツカ伯爵夫人（1818年 - 1895年）と結婚した。ユリアはオーストリア（ツィスライタニア）首相を務めたアルフレト・ユゼフ・ポトツキ伯爵の妹である。ユリアとの間には4人の子女をもうけた。

## 子女
- アルフレート・アロイス・エドゥアルト（1842年 - 1907年）
- ヨゼフィーナ・マリー・ユリアーネ（1844年 - 1854年）
- アロイス・フランツ・デ・パウラ・マリア（1846年 - 1920年）
- ハインリヒ・カール・アウグスト（1853年 - 1914年）